# Pseudochromis magnificus
Pseudochromis magnificus är en fiskart som beskrevs av Lubbock, 1977. Pseudochromis magnificus ingår i släktet Pseudochromis och familjen Pseudochromidae. Inga underarter finns listade i Catalogue of Life.